# Bacino del fiume Congo
Il bacino del Congo è il bacino idrografico del fiume Congo, in Africa equatoriale.

## Caratteristiche

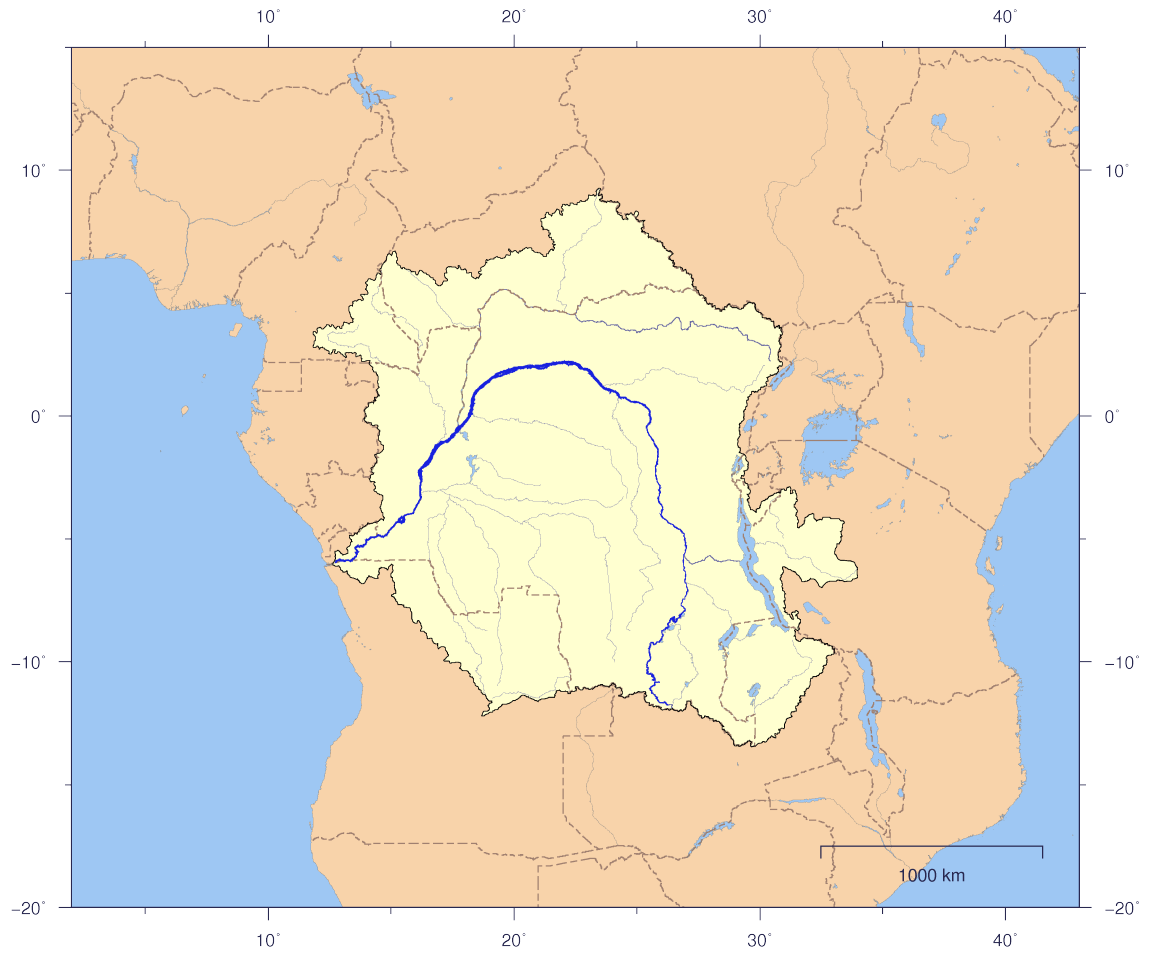
Il corso e il bacino del Congo, con l'indicazione delle frontiere politiche

Il bacino del Congo è il secondo più grande bacino fluviale del mondo, dopo quello del Rio delle Amazzoni e ospita alcune delle foreste tropicali più grandi del pianeta. Copre una superficie di 3.730.500 km².
Il clima è tropicale con due stagioni piovose e alte temperature il resto dell'anno. Il bacino ospita la specie in via di estinzione dei Gorilla di montagna.
Il bacino del Congo tocca i seguenti Paesi:
- Angola
- Burundi
- Camerun
- Gabon
- Repubblica Centrafricana
- Repubblica del Congo
- Repubblica Democratica del Congo
- Ruanda
- Tanzania
- Zambia

## Affluenti

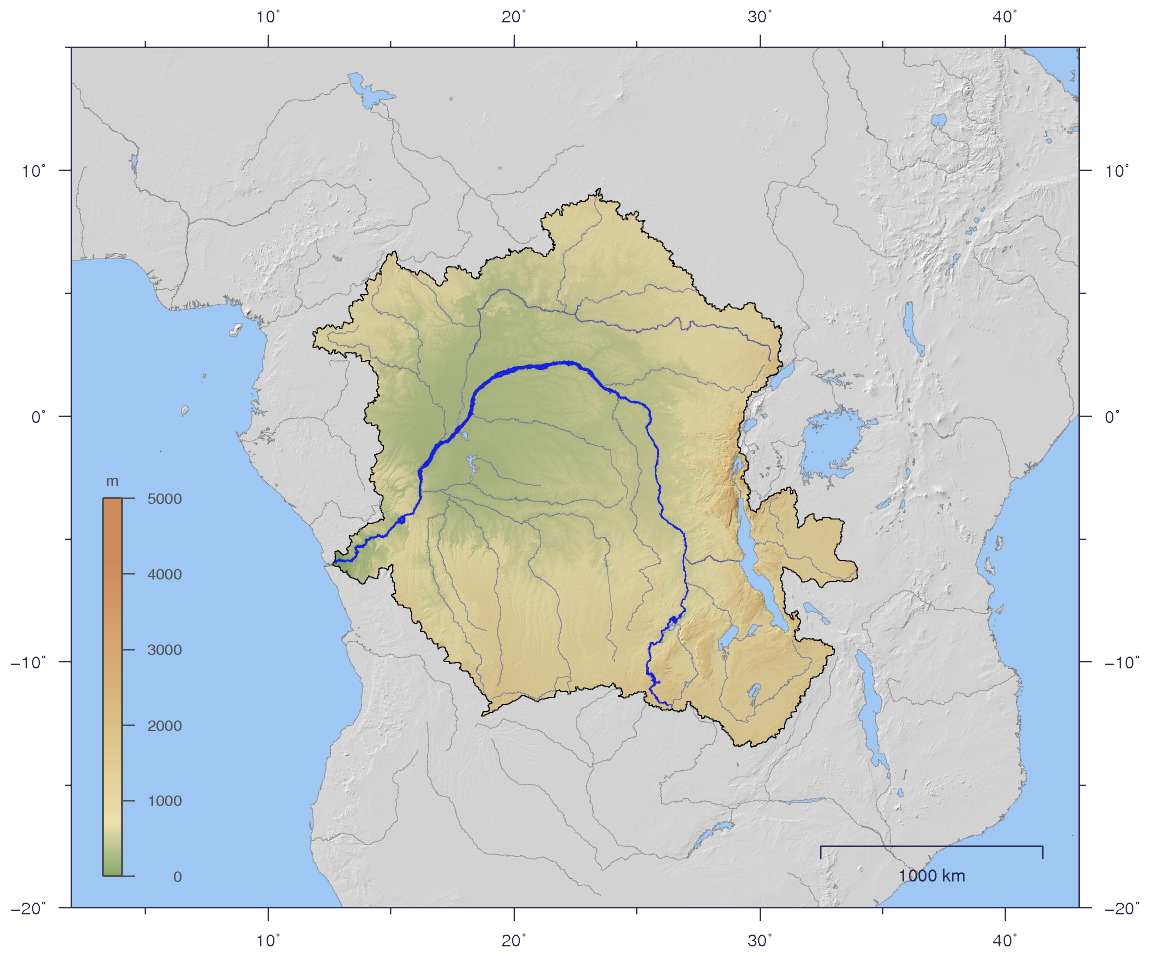
Il corso e il bacino del Congo, con indicazioni topografiche

Il bacino del Congo comprende i seguenti corsi d'acqua, a partire dall'estuario:
- Congo:
  - Bundi
  - Mpozo
  - Inkisi:
    - Nzadi

  - Gombe
  - Fula
  - Ndjili
  - Nsele
  - Bombo
  - Kasai:
    - Fimi:
      - Lukenie

    - Kwango:
      - Wamba

    - Sankuru
    - Lulua
    - Tshikapa
    - Lukaya

  - Lefini
  - Nkeni
  - Lokoro
  - Likouala
  - Sangha:
    - Kadeï
    - Ngoko

  - Ubangi:
    - Giri
    - Uele:
      - Mbomou

  - Ruki:
    - Tshuapa:
      - Lomela

    - Momboyo

  - Ikelemba
  - Lulonga:
    - Maringa
    - Lopori

  - Mongala:
    - Ebola
    - Dua

  - Itimbiri
    - Rubi

  - Moliba
  - Aruwimi:
    - Ituri

  - Lukombe
  - Lomami
  - Tshopo
  - Lowa
  - Elila
  - Luana
  - Lukuga
  - Luvua:
    - Luapula

  - Lufira
  - Lubudi